# 本高克树
本高克樹（日语：／ Motodaka Katsuki、1998年12月6日—）是日本東京都出身的偶像、歌手、演員。身高171公分，血型O型。隸屬於STARTO ENETERTAINMENT，是旗下小傑尼斯團體「B&ZAI」的成員，代表色為綠色。

## 簡歷
從小就喜歡嵐，且阿姨是堂本光一的粉絲，在猶豫要繼續踢足球還是投簡歷的時候，阿姨說「幾萬分之一的機率，錄取了就跟考上東大一樣」後，下定決心參加傑尼斯的試鏡。
2011年8月進入傑尼斯事務所，以小傑尼斯身分開始活動。
2016年5月7日的舞台傑尼斯銀座2016以天才Genius的成員出演。
2018年2月被選為7 MEN 侍的成員之一。
2020年10月首次主演《幸福王子》舞台劇。

## 人物
- 作為小傑尼斯的活動中休息了半年，經過高中考試後進入早稻田大學高等學院[9]。
- 中學時期曾經在全國模擬考試中的數學科拿下第一名[10]。
- 2021年3月畢業於早稻田大學創造理工學部經營系統工學科，同年4月進入早稻田大學創造理工研究院繼續進學[9][2]。

- 興趣愛好是吃東西、釣魚、拉麵、短歌、俳句和持論展開（Jweb）。
- 特長是料理、全部有關魚、程式設計、數學、鋼琴、足球和兵乓球。
- 將來的夢想是擁有許多笑容和感謝的人生[1]。

## 出演
僅列出個人出演作品，組合出演請參照7 MEN 侍

### 電視劇
- 特回~不良債權特別回收部（日语：トッカイ バブルの怪人を追いつめた男たち#テレビドラマ） 第2話（2021年1月24日、WOWOW）[11] - 飾演 斎藤久志
- 現在的年輕人喔…（2022年4月9日 - 5月28日、WOWOW）- 飾演 稻垣勇吾[12]

### 舞台劇
- Johnny's Dome Theatre 〜SUMMARY〜（日语：SUMMARY#Johnny's Dome Theatre 〜SUMMARY〜） （2012年9月8日 - 9日、東京巨蛋城表演廳）[13]

- 2015新春 JOHNNYS' World（日语：JOHNNYS'_World_-ジャニーズ・ワールド-#2015新春_JOHNNYS'_World（2015年））（2015年1月1日 - 27日、帝國劇場）[14]

- 東SixTONES×西Kansai Johnny’s Jr.SHOW Battle（2017年2月18日 - 26日、新橋演舞場）[15]

- 腦內Poison Berry（日语：脳内ポイズンベリー#舞台）（2020年3月21日 - 25日、新國立劇場 中劇場[註 1]） - 飾演 石橋 [17]

- 幸福王子（2020年10月24日 - 31日、THEATRE1010 / 11月4日 - 8日、京都劇場） - 主演 王子[8][18]

- Rock Reading「ROBIN」〜「羅賓漢歷險記」（Rock Reading『ロビン』～『ロビン・フッドの愉快な冒険』）（2021年10月21日 - 31日、Hulic Hall Tokyo / 11月5日 - 7日、COOL JAPAN PARK OSAKA WW廳） - 主演 羅賓・胡德[19][20]

- LOSERVILLE（英语：LOSERVILLE）（2023年3月5日 - 22日、新橋演舞場 / 4月26日 - 30日、御園座）- 飾演 Lucas Lloyd[21]

## 註解
1. ↑  當初預定為3月14日-29日的公演,但隨著新型冠狀病毒疫情擴大,3月14日-20日以及3月26日-29日的公演取消。[16]。